# Kegelvlekbarbeel
De kegelvlekbarbeel (Trigonostigma heteromorpha) is een tropische vis die ook als aquariumvis gehouden wordt. Het is familie van de Cyprinidae (karpers). Ze komen oorspronkelijk uit Zuidoost-Azië (Maleisië, Singapore, Sumatra en Thailand), waar ze leven in de overstroomde gedeelten en de beken van het laagland.
Het is een levendige, vreedzame scholenvis die uitermate geschikt is voor een gezelschapsaquarium van minimaal 60 centimeter. Ze moeten met 8 tot 10 stuks gehouden worden (in een groter aquarium het liefst met meerdere, dit omdat de visjes zich dan veel prettiger voelen). Het aquarium moet dicht beplant zijn zodat er voldoende schuilmogelijkheden zijn. De bodem het liefst donker houden. Ook een aantal drijfplanten zijn aan te raden.
De vis is een alleseter.
De kweek is niet eenvoudig. De temperatuur moet 25-28 °C zijn, het water zeer zacht (GH 2) en zuur (pH 5,3-5,7). Dit kan bereikt worden door osmosewater te gebruiken en over turf te filteren. Er moeten enkele planten met grote bladeren aanwezig zijn. De eieren worden aan de onderkant van die bladeren afgezet en bevrucht. Na het afzetten (kuit schieten) moeten de ouders verwijderd worden en de kweekbak verduisterd. De jongen komen na 24 uur uit. Zodra ze vrij zwemmen moeten ze gevoerd worden met het allerfijnste infuusvoeder.